# Sulbactam
Sulbactam is een molecuul dat gegeven wordt in combinatie met bètalactamantibiotica. Het blokkeert het enzym bètalactamase, dat door bacteriën geproduceerd wordt om bètalactamantibiotica af te breken.

## Mechanisme
Sulbactam, zelf ook een betalactam, kan betalactamase blokkeren door irreversibel aan het enzym te binden. Hierdoor wordt de actieve plaats van het enzym bezet, waardoor het niet meer met de lactamantibiotica kan reageren.

## Toepassingen
Sulbactam kan niet reageren met bepaalde cephalosporinases.
Het wordt vaak gebruikt in combinatie met cefoperazone en ampicilline.
Het molecuul bezit ook intrinsieke antibacteriële activiteit, maar deze is vaak te zwak om van enig klinisch belang te zijn.